# Kabinett Lindelof
Das Kabinett Lindelof bildete vom 6. April 1871 bis 13. September 1872 die von Großherzog Ludwig III. berufene Landesregierung des Großherzogtums Hessen. Nach dem durch Preußen erzwungenen Rücktritt Reinhard Carl Friedrich von Dalwigks, berief Ludwig III. den langjährigen Justizminister Friedrich von Lindelof an die Spitze der Regierung, der die Gewähr bot die konservative Innenpolitik fortzusetzen. 
Politisch stellte diese Regierung einen Übergang dar, da Lindelof schon 1872 durch Karl Hofmann abgelöst wurde, der eine an Otto von Bismarck orientierte nationalliberal-freikonservative Politik verfolgte. 
| Amt                                                                       | Name                      |
| ------------------------------------------------------------------------- | ------------------------- |
| Präsident des Gesamtministeriums Äußeres und Großherzogliches Haus Justiz | Friedrich von Lindelof    |
| Inneres                                                                   | Friedrich von Bechtold    |
| Finanzen                                                                  | Maximilian von Biegeleben |

Das Kriegsministerium war organisatorisch getrennt vom Gesamtministerium direkt dem Großherzog unterstellt. Nach der Gründung des Kaiserreichs ging die hessen-darmstädtische Armee zum 1. Januar 1872 in der preußischen auf und das Kriegsministerium wurde zum gleichen Datum aufgelöst. 
| Amt   | Name                       |
| ----- | -------------------------- |
| Krieg | Wilhelm Heinrich Dornseiff |